# Sköt om dej
Sköt om dej är ett studioalbum från 1979 av det svenska dansbandet Thorleifs. Albumet placerade sig som högst på 25:e plats på den svenska albumlistan.

## Låtlista
1. "Många gånger" ("My Umbrella")
2. "Lång, lång väg"
3. "Sköt om dej väl"
4. "Give Me More (of Your Love)"
5. "Bäst att va' tyst (med det man vet)" ("Am I That Easy to Forget?")
6. "Nej, nej, nej" ("No, No Song")
7. "Twilight Time"
8. "Här svänger ett gäng"
9. "Who Put the Bomp"
10. "Jag behöver dej" ("Losing You")
11. "Chattanooga Choo Choo"
12. "Lady Fairytale"
13. "I'm Coming Home"
14. "Rag Doll"
15. "American Generation"

## Listplaceringar
| Lista (1979) | Topplacering |
| ------------ | ------------ |
| Sverige      | 25           |